# 崑嵛山
昆嵛山地处胶东半岛东端，跨山东省的威海文登区和烟台市牟平区，总面积24万余亩。主峰泰礴顶，海拔923米，巍峨耸立，为胶东群山之首。昆嵛山与艾山、牙山、大泽山等横贯半岛的中部和北部，构成半岛南北水系的分水岭。昆嵛山有老子《道德经》的摩崖石刻，汉代永康石刻，金元圣旨碑，懿旨碑，丘处机手书石碑等。昆嵛山是道教名山，全真派的发源地。《齐乘》云：昆嵛山“秀拔为群山之冠”，北魏史学家崔鸿称昆嵛山为“海上诸山之祖”。此山峰峦绵延，林深谷幽，多有清泉飞瀑，遍布文物古迹，素有“不似泰山，胜似泰山”之美誉。秦始皇，汉武帝曾多次东寻游历昆嵛山，寻觅长生不老之术。

## 宗教名山
昆嵛山是全国闻名的道教圣地，根据《宁海州志》所载：自隋唐以来，昆嵛山便寺观林立，洞庵毗连，香火缭绕，朝暮不断。北五祖之首，东华帝君王玄甫曾隐于昆嵛山内，修仙炼性。全真祖师王重阳曾在此山中收全真七子为徒，开创了全真教。始建于800多年之前的神清观是全真教的祖庭，在道教历史上拥有重要的地位，是我国道教宗奉的圣地。无染寺始建于东汉永康年间，曾经是香火盛极一时的胶东第一古刹。今多数寺观已毁于文革期间，神清观现已重建修复。

## 仙女麻姑的传说
相传东汉女子麻姑，经王母娘娘指点，来此山中修行。数年后，终于昆嵛山中得道成仙。

## 地理环境
昆嵛山属长白山系、崂山山脉。岩石主要为寒武纪的古火山侵入岩，以花岗岩分布最广，片麻岩和石英岩亦有少量分布。土壤类型属于森林棕壤。以沙质壤为主，成土母质主要为花岗岩，结构疏松，层次不分明，呈酸性或微酸性。气候属暖温带海洋性季风气候。年平均温度11.8°C，年降水量800-1000mm，无霜期200-220天。一年四季分明，雨量比较充沛，气候温和，可满足暖温带各种植物生长的需要。
区域的植物种类繁多，区系成分比较复杂，是山东植物资源最丰富的基因库。植物品种1000多种。有狼、梅花鹿等兽鸟200多种，昆嵛山是中国南北植物的交汇点，有分布于中国最北界的刺杉，最南界的赤松。

## 地理位置
昆嵛山国家森林公园地理位置处于E121°40￠342-121°48￠042，N37°11￠502-37°17￠222。东西13公里，南北14公里，总面积71,000余亩。